# まかせて!!エキスパ
『まかせて!!エキスパ』は、2000年10月20日から2001年3月23日までフジテレビ系列局で放送されていた情報バラエティ番組である。フジテレビと関西テレビの共同製作。放送時間は毎週金曜 19:00 - 20:00 （日本標準時）。

## 概要
前番組『しらばかプラス』が持っていた情報番組色をさらに強めた番組で、毎回美容・健康関係のエキスパートをスタジオに招き、彼女たちに女性向けの生活情報を紹介してもらっていた。そして小倉智昭をはじめとするレギュラー陣が彼女たちに質問をぶつけていた。
本番組の内容は、主婦と生活社の雑誌『週刊女性』に連載されていた。
ローカルセールス枠での放送だった。また、番組の送出はフジテレビから行われた。

## 出演者
- 小倉智昭
- 東野幸治
- 西山喜久恵（フジテレビアナウンサー）

## スタッフ
- 編成：小林義和、小中ももこ（以上フジテレビ）、重松圭一、植村泰之（以上関西テレビ）[1]
- プロデューサー・演出：山田一雄（関西テレビ）[1]→不在[2]
- プロデューサー：山口泰弘（関西テレビ）、田中栄次（ゼブラゾーン）[1]
- アシスタント・プロデューサー：安藤拓生（ゼブラゾーン）[1]
- チーフディレクター：加藤雅也（関西テレビ）[1]